# Hat Trick (Once Upon a Time)
"Hat-Trick" é o 17º episódio da série de televisão Once Upon a Time, que foi ao ar nos Estados Unidos no ABC , em 25 de Março de 2012. Ele foi co-escrito por David H. Goodman e Vladimir Cvetko, enquanto Ralph Hemecker dirigiu o episódio. A série se passa na fictícia cidade litorânea de Storybrooke, Maine, em que os moradores são, na verdade, personagens de vários contos de fadas que foram transportados para o "mundo real", por uma poderosa maldição. Este episódio centra-se em Jefferson (Sebastian Stan), o Chapeleiro Louco.